# جزيرة سانا (ميدي)

تعديل مصدري - تعديل

جزيرة سانا هي إحدى جزر مديرية ميدي التابعة لمحافظة حجة.